# VW Polo R WRC
Der Volkswagen Polo R WRC ist ein Rallyefahrzeug für den Einsatz bei der Rallye-Weltmeisterschaft. Der Wagen entstand bei Volkswagen Motorsport unter der Leitung des Technischen Direktors Willy Rampf, des Technischen Projektleiters Rallye-WM François-Xavier Demaison und des Leiters der VW-Rennmotorenentwicklung Donatus Wichelhaus.
Neben dem Rallyefahrzeug wurde von Volkswagen auch eine auf 2500 Fahrzeuge limitierte Straßenversion des Fahrzeugs vorgestellt. Das als Polo R WRC Street verkaufte Fahrzeug mit einem aufgeladenen 2,0-Liter-TSI-Ottomotor leistet 162 kW (220 PS) und wurde von September 2013 bis März 2014 angeboten.

## Technische Daten
| Technische Details 2013er Modell |                                              |
| Datenbezeichnung                 | Beschreibung                                 |
| Motor                            |                                              |
| Motorbauweise                    | Vier-Zylinder mit Turboaufladung             |
| Höchstdrehzahl                   | 6250/min                                     |
| Drehmoment                       | 425 Nm bei 5000/min                          |
| Air-Restriktor                   | 33 mm (FIA-Norm)                             |
| Kraftübertragung                 |                                              |
| Kraftübertragung                 | Allradantrieb (starrer Durchtrieb)           |
| Getriebe                         | Sequenzielles 6-Gang-Getriebe                |
| Kupplung                         | ZF-Zweischeiben-Sintermetall-Kupplung        |
| Fahrwerk                         |                                              |
| Vorder-/Hinterachse              | MacPherson-Federbeine, ZF-Dämpfer            |
| Federwege                        | 180 mm (Asphalt) 275 mm (Schotter)           |
| Lenkung                          | Zahnstangenlenkung, Servolenkung             |
| Bremsen                          | Innenbelüftete Scheibenbremsen               |
| Räder                            | 8×18 Zoll (Asphalt) 7×15 Zoll (Schotter)     |
| Reifenmarke                      | Michelin                                     |
| Karosserie                       |                                              |
| Bauart                           | Verstärkte Serien-Stahlkarosserie (FIA-Norm) |
| Spurweite                        | 1610 mm                                      |
| Fahrleistung                     |                                              |
| Beschleunigung                   | 3,9 s (0–100 km/h)                           |
| Höchstgeschwindigkeit            | 243 km/h                                     |